# Lista de capítulos de Slam Dunk
O mangá Slam Dunk escrito e ilustrado por Takehiko Inoue, foi publicado pela editora Shueisha na revista Weekly Shōnen Jump. O primeiro capítulo de Slam Dunk foi publicado em setembro de 1990 e a publicação encerrou em junho de 1996 no capítulo 276, contando com 31 volumes. Nesta página, os capítulos estão listados por volume, com seus respectivos títulos originais (volumes com seus títulos originais abaixo do traduzido e capítulos com seus títulos originais na coluna secundária). No Japão, foi publicado em duas versões de grande destaque:
- Em Tankōbon (Volume Padrão), com 31 volumes publicados entre fevereiro de 1991 e outubro de 1996.
- Em Kanzenban (Edição de Luxo), com 24 volumes publicados entre março de 2001[1] e fevereiro de 2002.[2]

No Brasil, foi licenciado pela editora Conrad e foi publicado entre julho de 2005 e janeiro de 2008.[carece de fontes?] Atualmente, é licenciado pela editora Panini, que deve começar a republicação em 2016.

## Volumes 1~10
| - 1. Sakuragi-kun - 2. Rukawa Kaede - 3. Sangue - 4. Gorila Velho - 5. O Amor Tudo Vence - 6. Jam! - 7. Eu Sou Jogador de Basquete - 8. Se Juntando ao Time - 9. O Importante é o Básico | - 1. 桜木君 (Sakuragi-kun) - 2. 流川楓だ (Rukawa Kaede) - 3. blood - 4. ゴリラジジイ (Gorira Jijii) - 5. 愛は勝つ (Ai wa Katsu) - 6. JAM! - 7. I'm バスケットマン (I'm Basuketto Man) - 8. 花道入部 (Kadō Nyūbu) - 9. 基本が大事 (Kihon ga Daiji) |

| - 10. A Tarde de um Covarde - 11. O Buda dos Cabelos Brancos - 12. O Confronto de Titãs - 13. Sky-Walker - 14. Nova Geração Poderosa - 15. Em um Certo Dia de Chuva - 16. Os Praticantes - 17. Homem do Judô - 18. O Que Eu Sou | - 10. 根性なしの午後 (Konjō Nashi no Gogo) - 11. 白髪仏 (Hakuhatsu Hotoke) - 12. 本物対決 (Honmono Taiketsu) - 13. SKY-WALKER - 14. NEW POWER GENERATION - 15. ある雨の日 (Aru Ame no Hi) - 16. 実力者 (Jitsuryokusha) - 17. 柔道男 (Jūdō Otoko) - 18. What I Am |

| - 19. Gori em Alto Astral - 20. O Complicado Arremesso de Pobre - 21. Essa Sensação - 22. "Preciso Anotar Isso" - 23. Um Homem Extraordinário - 24. Um Dia Antes do Amanhã - 25. Os Dois Unidos Pelo Destino - 26. Aquele Chamado de Arma Secreta | - 19. ゴリ上機嫌 (Gori Jōkigen) - 20. 庶民のシュートは難しい (Shomin no Shūto wa Muzukashii) - 21. その感覚 (Sono Kankaku) - 22. 「要チェックや」 ("Yō Chekku Ya") - 23. ただ者じゃない男 (Tadamono Ja Nai Otoko) - 24. 明日の前の日 (Ashita no Mae no Hi) - 25. 因縁の二人 (Innen no Ninin) - 26. 秘密兵器と呼ばれて (Himitsu Heiki to Yobarete) |

| - 27. O Capitão em Chamas - 28. A Fúria de Ryonan - 29. Nível Universitário - 30. Contra-ataque - 31. Tentação - 32. Perigo Ambulante - 33. E agora!? E agora!? - 34. Apresentando o Protagonista!! - 35. Mas que Diabos!? | - 27. 燃えるキャプテン (Moeru Kyaputen) - 28. ドトウの陵南 (Dotō no Ryōnan) - 29. 超高校級 (Chō Kōkō Kyū) - 30. COUNTER ATTACK - 31. うずうず (Uzuuzu) - 32. 危険人物 (Kiken Jinbutsu) - 33. ドキドキ (Fokidoki) - 34. 主役登場!! (Shuyaku Tōjō!!) - 35. なんだコイツは (Nanda Koitsu wa) |

| - 36. O Erro Fatal de Taoka - 37. Enquanto o Gori Não Volta - 38. Rebote - 39. As Crises do Rei do Rebote - 40. Erraaaado - 41. Prodígio - 42. Ninguém Segura Aquele Orgulhoso - 43. Últimos 2 Minutos - 44. Eu Sou Sendou-kun | - 36. 田岡の誤算 (Taoka no Gosan) - 37. ゴリのいぬ間に (Gori no Inu Kan ni) - 38. REBOUND - 39. リバウンド王の苦悩 (Ribaundo Ō no Kunō) - 40. ちが～～う (Chigaaaau) - 41. 天才 (Tensai) - 42. 負けず嫌いは止まらない (Makezugirai wa Tomaranai) - 43. ラスト2分 (Rasuto 2 Fun) - 44. 仙道君です (Sendō-kun Desu) |

| - 45. Inacreditável - 46. Sem Tempo - 47. O Homem que Trás a Vitória - 48. Nada a Perder - 49. Tênis para Basquete - 50. O Homem que Chega Atrasado - 51. Mais um Garoto-Problema - 52. A Treta - 53. Mau Pressentimento | - 45. UNBELIEVABLE - 46. NO TIME - 47. 勝利を呼ぶ男 (Shōri o Yobu Otoko) - 48. NOTHING TO LOSE - 49. バッシュ (Basshu) - 50. 遅れてきた男 (Okurete Kita Otoko) - 51. スーパー問題児 (Sūpā Mondaiji) - 52. 事件 (Jiken) - 53. イヤな予感 (Iya na Yokan) |

| - 54. Apesar de Tudo - 55. Marginais - 56. Sujando a Quadra - 57. Tão Pegajoso - 58. O Último Dia do Time de Basquete - 59. Explosão - 60. E Eu Com Isso? - 61. Os Defensores da Justiça - 62. O Bando do Sakuragi | - 54. やな奴だけど (Yana Yatsudakedo) - 55. 不良 (Furyō) - 56. 土足 (Dosoku) - 57. SO STICKY - 58. バスケ部最後の日 (Basuke-bu Saigo no Hi) - 59. BURST - 60. それがどうした (Sore ga Dō Shita) - 61. 正義の味方 (Seigi no Mikata) - 62. 桜木軍団 (Sakuragi Gundan) |

| - 63. "Nunca Mais Voltarei" - 64. Mitsui - 65. Tirem os Sapatos - 66. MVP - 67. Título Nacional - 68. Mitsui Hisashi, 15 Anos - 69. Desejo - 70. Não Está Doendo Mais - 71. Basketball | - 63. 「2度と来ない」 ("2-do to Konai") - 64. 三井 (Mitsui) - 65. 靴を脱げ (Kutsu o Nuge) - 66. MVP - 67. 全国制覇 (Zenkoku Seiha) - 68. 三井寿15歳 (Mitsui Hisashi 15-sai) - 69. WISH - 70. 痛くねえ (Itakunē) - 71. BASKET BALL |

| - 72. Começo - 73. 19 de Maio - 74. O Bando dos Garoto-Problema - 75. Quem São Esses Caras? - 76. Lance Livre - 77. Novato Sensação - 78. A Prova de Genialidade - 79. A Melancolia de um Gênio - 80. A Melancolia de um Gênio 2 | - 72. START - 73. 5月19日 (5 Tsuki 19-nichi) - 74. 問題児軍団 (Mondaiji Gundan) - 75. Who Are Those Guys? - 76. FREETHROW - 77. ROOKIE SENSATION - 78. 天才の証明 (Tensai no Shōmei) - 79. 天才の憂鬱 (Tensai no Yūutsu) - 80. 天才の憂鬱2 (Tensai no Yūutsu 2) |

| - 81. Adversário Forte - 82. Dica - 83. O Pivô nº 1 - 84. Jogada Individual - 85. Escolha Errada - 86. O Que o Shoyo Não Esperava - 87. A Melhor Forma de Terminar o 1º Tempo - 88. Sakuragi, o Rei do Rebote - 89. O nº 4 do Colégio Shoyo | - 81. 強豪 (Kyōgō) - 82. TIP OFF - 83. No.1センター (No. 1 Sentā) - 84. 個人プレー (Kojin Purē) - 85. ミスマッチ (Misu Matchi) - 86. 翔陽の誤算 (Shōyō no Gosan) - 87. 前半の終わり方 (Zenhan no Owarikata) - 88. リバウンド王桜木 (Ribaundo-ō Sakuragi) - 89. 翔陽高校#4 (Shōyō Kōkō #4) |

## Volumes 11~20
| - 90. O Shoyo Agora com Fujima - 91. 60 Segundos - 92. Para Buscar a Vitória - 93. Os Limites de Mitsui - 94. Um Grande Otário - 95. 4 Faltas - 96. Novatos - 97. Mesmo na Sorte - 98. A Celebridade do Momento | - 90. 藤真のいる翔陽 (Fujima no Iru Shōyō) - 91. 60 seconds - 92. 勝ちにいく (Kachi ni Iku) - 93. 三井限界説 (Mitsui Genkai-setsu) - 94. 大バカヤロウ (Dai Bakayarō) - 95. 4ファウル (4 Fauru) - 96. ROOKIES - 97. マグレだとしても (Magureda to Shite mo) - 98. 今日の有名人 (Kyō no Yūmeijin) |

| - 99. Desafiando os Soberanos - 100. O Pilar de Sustentação - 101. Com a Corda Toda - 102. Run & Gun - 103. Heróis em Ação - 104. Um Jogador Imprevisível - 105. O Gênio e o Traste - 106. Sakuragi Exposto - 107. Poupando | - 99. 王者への挑戦 (Ōja e no Chōsen) - 100. 大黒柱 (Daikokubashira) - 101. 気合入りまくり (Kiai-iri Makuri) - 102. ラン&ガン (Ran & Gan) - 103. 郡雄割拠 (Gun'yūkakkyo) - 104. 計算外プレイヤー (Keisan-gai Pureiyā) - 105. 天才と雑魚 (Tensai to Zako) - 106. 裸の桜木 (Hadaka no Sakuragi) - 107. 温存 (Onzon) |

| - 108. A Fantástica Máquina de Rebotes - 109. Acidente - 110. O Buraco que o Gori Deixou - 111. King Kong Jr. - 112. Egoísta - 113. Imparável - 114. Dominando o Jogo - 115. O Ás do Shohoku - 116. Gori Está de Volta | - 108. 超強力リバウンドマシーン (Chōkyōryoku Ribaundo Mashīn) - 109. ACCIDENT - 110. ゴリの穴 (Gori no Ana) - 111. キングコング・弟 (Kingu Kongu Otōto) - 112. SELFISH - 113. UNSTOPPABLE - 114. RULE THE GAME - 115. 湘北のエース (Shōhoku no Ēsu) - 116. ゴリ IS BACK (Gori Is Back) |

| - 117. Daqui a 1 ou 2 Anos - 118. Dois Grandes Rivais - 119. O Melhor - 120. Seda - 121. A Estratégia Anzai - 122. Um Homem Cheio de Energia - 123. Humilhação - 124. Eu Jogo Para Ganhar - 125. Galera Persistente | - 117. 1年か2年後 (1-nen ka 2-nen-go) - 118. 両雄 (Ryōyū) - 119. THE BEST - 120. SILK - 121. 安西作戦 (Anzai Sakusen) - 122. 元気な男 (Genkina otoko) - 123. 屈辱 (Kutsujoku) - 124. I PLAY TO WIN - 125. しぶとい奴ら (Shibutoi Yatsura) |

| - 126. O Limite da Resistência - 127. Abaixo o Maki - 128. Pela Honra do Gênio - 129. Pela Honra do Gênio 2 - 130. Céu e Inferno - 131. Céu e Inferno 2 - 132. À Beira do Penhasco - 133. Assumindo a Culpa - 134. A Revanche do Careca | - 126. 体力の限界 (Tairyoku no Genkai) - 127. 打倒・牧 (Datō Maki) - 128. 天才の名にかけて (Tensai no Na ni Kakete) - 129. 天才の名にかけて2 (Tensai no Na ni Kakete 2) - 130. 天国と地獄 (Tengoku to Jigoku) - 131. 天国と地獄2 (Tengoku to Jigoku 2) - 132. がけっぷち (Gakeppuchi) - 133. 責任問題 (Sekinin Mondai) - 134. ボーズ頭の逆襲 (Bōzu Atama no Gyakushū) |

| - 135. O Pivô Mitsui - 136. Tentar o Arremesso - 137. 3 Dias - 138. Jogo de Sobrevivência - 139. O Desafio do Ryonan - 140. Esquema Mirabolante - 141. Point Guard - 142. O Segredo de Fukuda - 143. Onda Hainan | - 135. センター三井 (Sentā Mitsui) - 136. シュートをねらえ (Shūto o Nerae) - 137. 3 DAYS - 138. サバイバル・ゲーム (Sabaibaru Gēmu) - 139. 陵南の挑戦 (Ryōnan no Chōsen) - 140. 奇策 (Kisaku) - 141. POINT GUARD - 142. フクちゃんの秘密 (Fukuchan no Himitsu) - 143. 海南WAVE (Hainan Wave) |

| - 144. O Caminho para o Nacional - 145. Partida de Superastros - 146. Só Mais um Pouco - 147. O Roteiro do Sendou - 148. Velho - 149. A Última Vaga - 150. Shohoku e Ryonan - 151. Acima do Aro - 152. Isolamento | - 144. 全国への道 (Zenkoku e no Michi) - 145. スーパースター対決 (Sūpāsutā Taiketsu) - 146. もうひとがんばり (Mō Hito Ganbari) - 147. 仙道のシナリオ (Sendō no Shinario) - 148. オヤジ (Oyaji) - 149. 最後の椅子 (Saigo no Isu) - 150. 湘北と陵南 (Shōhoku to Ryōnan) - 151. ABOVE THE RIM - 152. アイソレーション (Aisorēshon) |

| - 153. Acho que Dá - 154. Problemas com o Gori - 155. O Rugido do Macaco-Chefe - 156. Os 2 Malucos - 157. Humilhação 2 - 158. Um Mau Pressentimento - 159. Quero Mais Confete - 160. Experiência - 161. A Derrota | - 153. 抜けそう (Nuke-sō) - 154. ゴリ異変 (Gori Ihen) - 155. ボス猿咆哮 (Bosu Saru Hōkō) - 156. メチャクチャな2人 (Mechakuchana 2-ri) - 157. 屈辱2 (Kutsujoku 2) - 158. 落とし穴の予感 (Otoshiana no Yokan) - 159. ホメてくれ (Homete Kure) - 160. 経験 (Keiken) - 161. 敗北 (Haiboku) |

| - 162. 2º Tempo - 163. O Silêncio do Primeiro Tempo - 164. O Ás - 165. Jogo de Paciência - 166. Um Homem Insistente - 167. Bela Jogada - 168. O Sonho de Taoka - 169. O Esforço de Sakuragi, o Rei do Rebote - 170. O Uivo da Vitória | - 162. 2nd HALF - 163. 沈黙の前半 (Chinmoku no Zenhan) - 164. エース (Ēsu) - 165. 我慢 (Gaman) - 166. こりない男 (Korinai Otoko) - 167. ファインプレイ (Fain Purei) - 168. 田岡の夢 (Taoka no Yume) - 169. リバウンド王・桜木奮闘 (Ribaundo-ō Sakuragi Funtō) - 170. 勝利の雄叫び (Shōri no Otakebi) |

| - 171. Vocês São Fortes - 172. O Chefe Está de Volta - 173. Concentração - 174. Cor Azul - 175. Personagem Principal - 176. Fatores de Instabilidade - 177. O Cestinha - 178. Sendou Em Chamas - 179. Shohoku em Colapso | - 171. 君たちは強い (Kimitachi wa Tsuyoi) - 172. ボス IS BACK (Bosu Is Back) - 173. 集中力 (Shūchū-ryoku) - 174. BLUE COLOR - 175. 主役 (Shuyaku) - 176. 不安要素 (Fuan Yōso) - 177. 点取り屋 (Tentori-ya) - 178. 仙道 ON FIRE (Sendō On Fire) - 179. 湘北崩壊 (Shōhoku Hōkai) |

## Volumes 21~31
| - 180. O Arrependimento de Mitsui - 181. Sakuragi, o Amador - 182. Sakuragi, o Amador 2 - 183. Quatro-Olhos - 184. Definindo o Jogo - 185. Intercolegial - 186. A Estrela de Aichi - 187. O Calouro - 188. Hikoichi Volta para Osaka | - 180. 三井悔恨 (Mitsui Kaikon) - 181. 素人・桜木 (Shirōto Sakuragi) - 182. 素人・桜木2 (Shirōto Sakuragi 2) - 183. メガネ君 (Megane-kun) - 184. 勝敗 (Shōhai) - 185. インターハイ (Intāhai) - 186. 愛知の星 (Aichi no Hoshi) - 187. 1年坊主 (1-nen Bōzu) - 188. 彦一、大阪へ帰る (Hikoichi, Ōsaka e Keru) |

| - 189. O País do Basquete - 190. O Nº 1 do Basquete Colegial - 191. 1 Contra 1 - 192. Primeiro Round - 193. O Nacional em Perigo - 194. Treinamento Intensivo - 195. Treinamento Intensivo 2 - 196. Treinamento Intensivo 3 - 197. Novinho em Folha (Brand-New) | - 189. バスケットの国 (Basuketto no Kuni) - 190. 日本一の高校生 (Nihon'ichi no Kōkōsei) - 191. 1 ON 1 - 192. 1st ROUND - 193. 全国が危ない (Zenkoku ga Abunai) - 194. 合宿 (Gasshuku) - 195. 合宿2 (Gasshuku 2) - 196. 合宿3 (Gasshuku 3) - 197. バッシュ（brand-new） (Basshu （brand-new）) |

| - 198. O Trem-Bala - 199. A Véspera do Primeiro Jogo - 200. Toyotama Ranking "A", Shohoku Ranking "C" - 201. Ranking "A" e Ranking "C" - 202. A Ira do Gênio - 203. Gori Está com Tudo - 204. Salto e Arremesso - 205. O Sinistro Exterminador de Ases - 206. Fomos Infantis | - 198. 新幹線 (Shinkansen) - 199. 緒戦前夜 (Shosen Zen'ya) - 200. Aランク豊玉・Cランク湘北 (A-ranku Toyotama - C-ranku Shōhoku) - 201. AランクとCランク (A-ranku to C-ranku) - 202. 怒れる天才 (Okoreru Tensai) - 203. ゴリ絶好調 (Gori Zekkōchō) - 204. ジャンプシュート (Janpu Shūto) - 205. 疑惑のエースキラー (Giwaku no Ēsu Kirā) - 206. オレたちは甘い (Ore-tachi wa Amai) |

| - 207. Embate Frontal - 208. Provando Ser um Ás - 209. Arremesso do Treinamento Intensivo - 210. O Contra-ataque de Shohoku - 211. Implosão - 212. Tudo para Vencer - 213. O Fim do Exterminador de Ases - 214. Obsessão pela Vitória - 215. Yamaoh | - 207. 真っ向勝負 (Makkō Shōbu) - 208. エースの証明 (Ēsu no Shōmei) - 209. 合宿シュート (Gasshuku Shūto) - 210. 湘北追撃 (Shōhoku Tsuigeki) - 211. 内部崩壊 (Naibu Hōkai) - 212. 勝利のために (Shōri no Tame ni) - 213. エースキラーの最期 (Ēsu Kirā no Saigo) - 214. 勝利への執念 (Shōri e no Shūnen) - 215. ヤマオー (Yamaō) |

| - 216. Soberano - 217. O Alvorecer de um Gênio - 218. Dissecação Completa do Shohoku - 219. A Aparição dos Poderosos - 220. A Disputa Já Começou - 221. Tô Louco pra Ver o Time do San'nou - 222. O Maior dos Desafios - 223. "Ataque-surpresa" - 224. Somos Geniais? | - 216. 王者 (Ōja) - 217. 夜明けの天才 (Yoake no Tensai) - 218. 湘北徹底解剖 (Shōhoku Tettei Kaibō) - 219. 強豪登場 (Kyōgō Tōjō) - 220. 戦う前 (Tatakau Mae) - 221. 早く見たいな山王工業 (Hayaku Mitai na San'nō Kōgyō) - 222. 最大の挑戦 (Saidai no Chōsen) - 223. “奇襲” ("Kishū") - 224. 天才? (Tensai?) |

| - 225. Arremessador - 226. Bom Demais Para Ser Verdade - 227. Milimetricamente Calculado - 228. Orgulho - 229. Homem Grande - 230. Confronto Localizado - 231. Disputa de Força - 232. Adeus, Bola - 233. A Tempestade do Segundo Tempo | - 225. シューター (Shūtā) - 226. 出来すぎ (Deki-sugi) - 227. 狙い通り (Nerai-dōri) - 228. プライド (Puraido) - 229. ビッグマン (Bigguman) - 230. 局地戦 (Kyokuchi-sen) - 231. パワー勝負 (Pawā Shōbu) - 232. サヨナラ丸男 (Sayonara Maruo) - 233. 怒涛の後半 (Dotō no Kōhan) |

| - 234. Shohoku com Problemas - 235. Marcação-Pressão - 236. O Rei da Velocidade - 237. O Cara - 238. No Meio - 239. Grandão e Bom de Bola - 240. Shohoku na Pior - 241. 4 Pontos - 242. Com Vocês, a Cartada Final | - 234. 湘北 in Trouble (Shōhoku in Trouble) - 235. ゾーンプレス (Zōn Puresu) - 236. スピードスター (Supīdo Sutā) - 237. THE MAN - 238. IN THE MIDDLE - 239. 大っきくてウマい (Dai-kki Kute Uma i) - 240. かっこ悪い湘北 (Kakko Warui Shōhoku) - 241. 4 POINTS - 242. 切り札参上 (Kirifuda Sanjō) |

| - 243. Rebote Ofensivo - 244. O Coração do Time - 245. Saindo da Escuridão - 246. A Decisão do Capitão - 247. Não Cedo por Nada - 248. Por Dois Anos - 249. Confiança - 250. Ritmo - 251. Vai, Convencido | - 243. O.R. - 244. HEART OF TEAM - 245. 闇の外へ (Yami no Soto e) - 246. 主将の決意 (Shushō no Ketsui) - 247. 譲れない (Yuzurenai) - 248. 2年間 (2-nenkan) - 249. 信頼 (Shinrai) - 250. リズム (Rizumu) - 251. 図にのれ (Zu ni Nore) |

| - 252. Prodígio - 253. O Contra-ataque do Ás Sawakita - 254. O Super-ás - 255. Sawakita - 256. Desafio - 257. Desafio 2 - 258. Movimento Estratégico - 259. Movimento Estratégico 2 - 260. O Troco Se Dá na Hora | - 252. 逸材 (Itsuzai) - 253. エース沢北の逆襲 (Ēsu Sawakita no Gyakushū) - 254. スーパーエース (Sūpā Ēsu) - 255. 沢北 (Sawakita) - 256. チャレンジ (Charenji) - 257. チャレンジ2 (Charenji 2) - 258. 布石 (Fuseki) - 259. 布石2 (Fuseki 2) - 260. 借りは即返さねばならない (Kari wa Soku Kaesaneba Naranai) |

| - 261. Swish - 262. 1 Contra 2 - 263. Tem Razão - 264. Salvador da Pátria - 265. Dando Ordens - 266. O Começo de Tudo - 267. Carreira de Jogador - 268. A Resistência Física do Poderoso San'nou - 269. Gênios Tem Vida Curta | - 261. SWISH - 262. 1対2 (1 Tai 2) - 263. 一理ある (Ichiriaru) - 264. 救世主 (Kyūseishu) - 265. 指図 (Sashizu) - 266. 原点 (Genten) - 267. 選手生命 (Senshu Seimei) - 268. 最強・山王の体力 (Saikyō, San'nō no Tairyoku) - 269. 天才薄命 (Tensai Hakumei) |

| - 270. Momento de Glória - 271. O Decidido Shohoku - 272. A Última Defesa - 273. Esforço Desesperado - 274. 5 Contra 4 - 275. E 1 - 276. O Time de Basquete do Colegial Shohoku | - 270. 栄光の時 (Eikō no Toki) - 271. ダンコ湘北 (Danko Shōhoku) - 272. 死守 (Shishu) - 273. 死力 (Shiryoku) - 274. 5対4 (5 Tai 4) - 275. and 1 - 276. 湘北高校バスケットボール部 (Shōhoku Kōkō Basukettobōru-bu) |